# خالد سبیل
خالد سبیل (عربی: خالد سبيل إبراهيم أحمد لشكري؛ زادهٔ ۲۲ ژوئن ۱۹۸۷) بازیکن فوتبال اهل امارات متحده عربی است.
از باشگاه‌هایی که در آن بازی کرده‌است می‌توان به باشگاه فوتبال النصر امارات و باشگاه الجزیره امارات اشاره کرد.
وی همچنین در تیم ملی فوتبال امارات متحده عربی بازی کرده‌است.